# فائوستو الهویار
فائوستو الهویار (انگلیسی: Fausto Elhuyar؛ زاده ۱۱ اکتبر ۱۷۵۵ درگذشته ۶ فوریه ۱۸۳۳) یک دانشمند در زمینه شیمی اهل اسپانیا بود.